# 伦格里希
伦格里希（德語：Lengerich，發音：[ˈlɛŋəʁɪç] ⓘ）是德国北莱茵-威斯特法伦州明斯特行政区施泰因富特县的城市，位于埃姆斯河流域，面积90.79平方千米，2023年12月31日人口为23,067人。